# Mahawidja

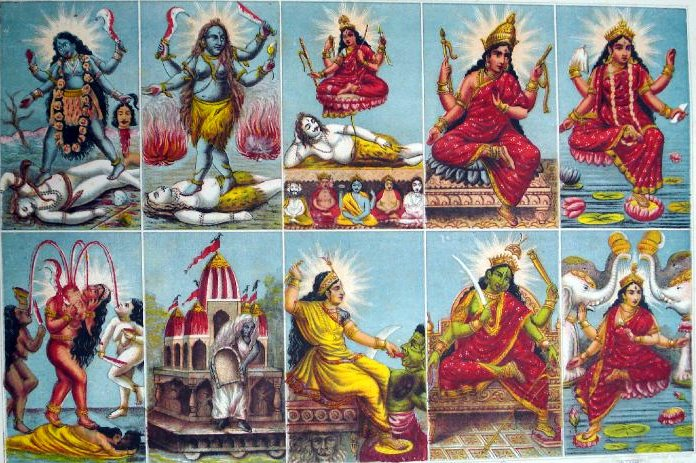
Daśa Mahawidja – dziesięć wielkich bogiń

Mahawidja, Daśa Mahawidja – dziesięć epifanii Dewi zwanych Dziesięcioma Wielkimi Mądrościami, uosabiały one aspekty cyklów czasu a także mądrości.
Są to hinduistyczne boginie:
- Kali
- Tara
- Szodaśi
- Bhuwaneśwari
- Ćhinnamasta (छिन्नमस्ता)
- Bhajrawi
- Dhumawati
- Bagala
- Matangi
- Kamala